# Iron Commando: Koutetsu no Senshi
Iron Commando: Koutetsu no Senshi (アイアンコマンドー鋼鉄の戦士 ? ) (simplemente llamado Iron Commando) es un videojuego de tipo beat 'em up desarrollado por Arcade Zone el cual fue lanzado el 10 de febrero de 1995 en Japón para la Super Famicom. La versión europea (pal) del juego ha  sido cancelada.

## Reseña
Un soldado llamado Jack y el maestro kung-fu llamado Chang Li es el equipo de campo Iron Commando (Comando de Hierro). Se debe cruzar diez ambientes distintos para salvar al mundo, luchando contra los punks, los pistoleros, caballeros y todo tipo de extrañas criaturas.